# Chlorophoneus sulfureopectus
El bubú azufrado  (Chlorophoneus sulfureopectus) es una especie de ave paseriforme de la familia Malaconotidae propia del África subsahariana.

## Distribución y hábitats
Se encuentra en gran parte del África subsahariana, distribuido por Angola, Benín, Botsuana, Burkina Faso, Burundi, Camerún, República Centroafricana, Chad, República Democrática del Congo, Costa de Marfil, Etiopía, Gabón, Gambia, Ghana, Guinea, Guinea-Bissau, Kenia, Malawi, Mali, Mozambique, Namibia, Níger, Nigeria, Ruanda, Senegal, Sierra Leona, Somalia, Sudáfrica, Sudán, Suaziland, Tanzania, Togo, Uganda, Zambia y Zimbabue.
Sus hábitats naturales son los bosques secos subtropicales o tropicales, las sabanas secas y húmedas.

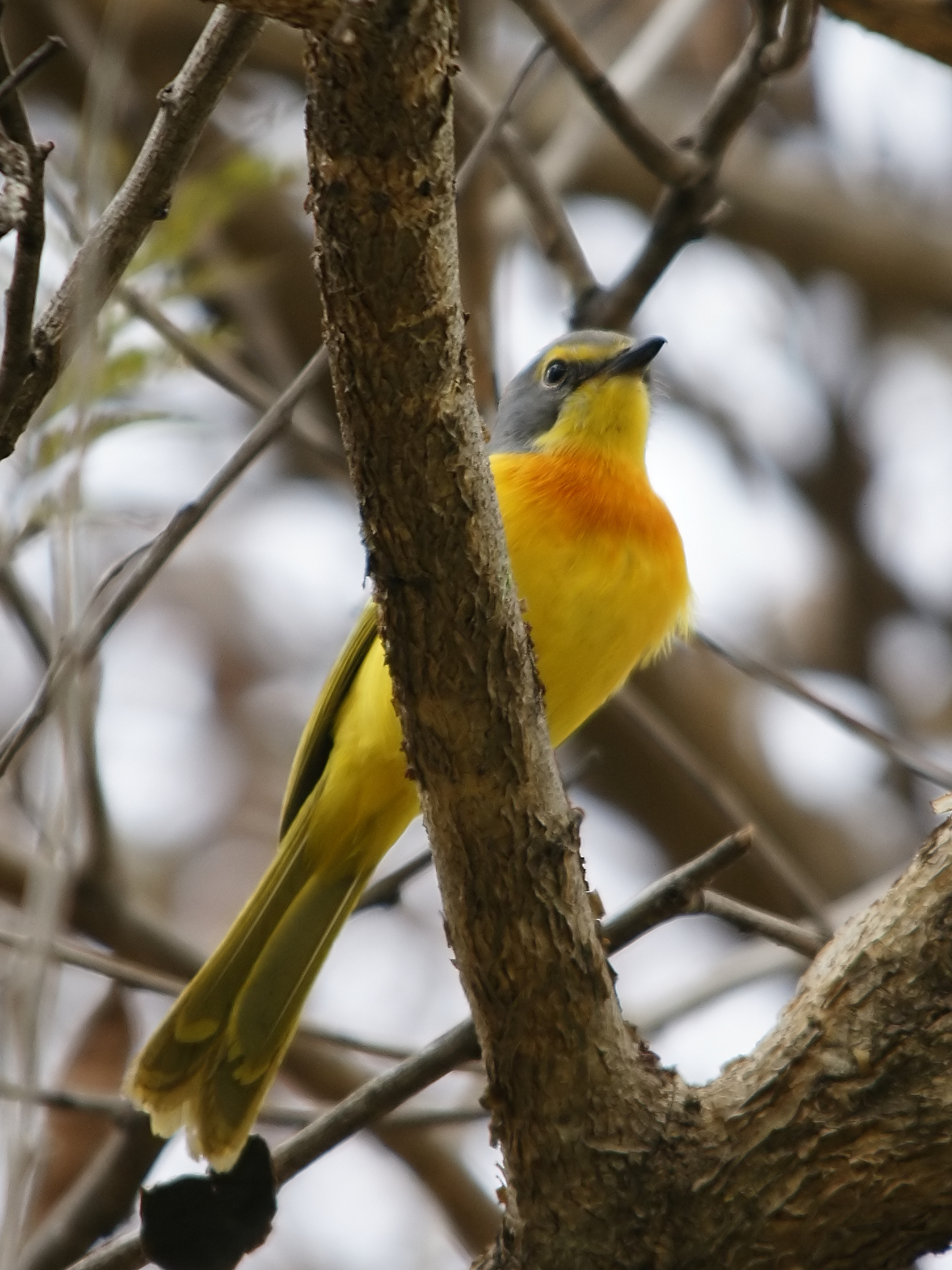
En Zambia